# Sylwester Karalus
Sylwester Karalus (ur. 8 grudnia 1908 w Świątnikach, zm. 22 października 1975 w Londynie) – polski prawnik, polityk, publicysta polityczny i historyczny, dwukrotny minister Rządu RP na uchodźstwie. Miłośnik literatury polskiej i kolekcjoner poloników.

## Życiorys
Urodził się 8 grudnia 1908 w Świątnikach koło Poznania w rodzinie Stanisława i Józefy z Wojciechowskich. W 1927 zdał maturę w gimnazjum w Gostyniu. Następnie studiował prawo na Wydziale Ekonomiczno-Prawnym Uniwersytetu Poznańskiego (został magistrem prawa w 1931). Studiował też przez rok na Uniwersytecie Komeńskiego w Bratysławie.
Został zatrudniony jako urzędnik w MSZ. Był referentem prawnym Konsulatu RP we Wrocławiu (1931-1936). Następnie pracował jako urzędnik Konsulatu RP w Rydze (1936 do 30 września 1939). Od listopada 1939 do lipca 1940 pracował w Ambasadzie RP w Paryżu. Piastował stanowisko attaché, a następnie sekretarza poselstwa polskiego przy rządzie czechosłowackim w Londynie i sekretarza Ministerstwa Sprawiedliwości. Po wojnie pozostał na emigracji.
Po koniec życia pełnił funkcję Ministra Sprawiedliwości Rządu RP na uchodźstwie (1970-1972) oraz piastował stanowisko Ministra Informacji i Dokumentacji (18.07.1972-15.12.1973). Przez wiele lat był redaktorem „Rzeczypospolitej Polskiej” (ps. Andrzej W. Trenczyński) oraz członkiem Rady Narodowej RP.
3 maja 1972 został odznaczony Krzyżem Komandorskim Orderu Odrodzenia Polski.
Zmarł nagle 22 października 1975 roku w Londynie. Pochowany na Fairmile Cemetery w Henley-on-Thames (sekcja 11 plot 79).

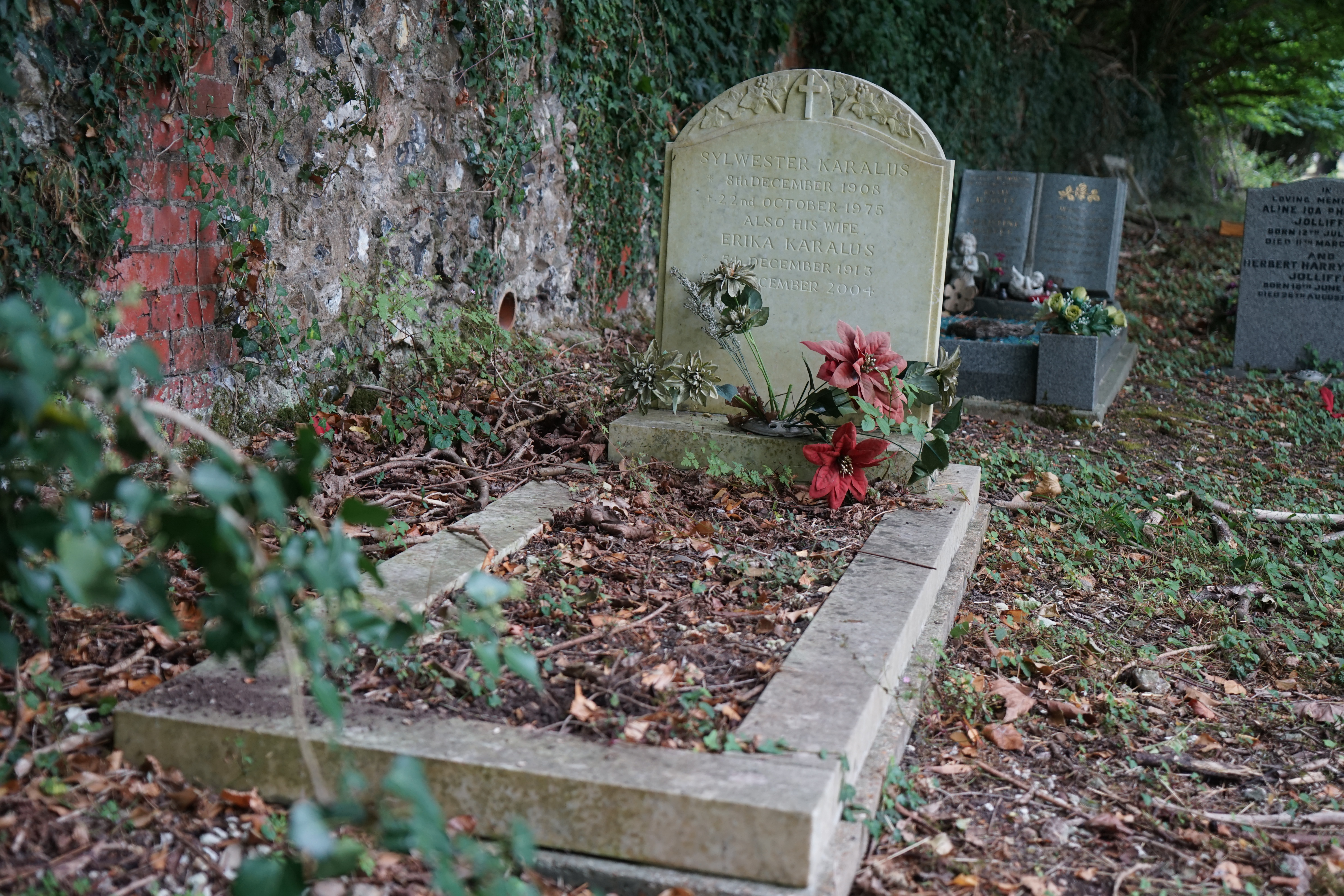
Grób Sylwestra Karalusa

## Rodzina
W 1935 w kaplicy Raczyńskich w Rogalinie wziął ślub ze Słowaczką Eriką Franke (1913-2004) z Wrocławia. Mieli dwoje dzieci: córka Aleksandra (ur. 1936) i syn Bolko (Bolesław) (ur. 1939). Jego bratankiem jest Michał Karalus (ur. 1952) – starosta pleszewski w latach 2002–2014.